# جائزة غاباي
جائزة جيكوب ولويز غاباي في مجال التكنولوجيا الحيوية والطب أو جائزة غاباي هي جائزة سنوية تأسست عام 1998 من قِبَل مؤسسة جيكوب ولويز غاباي للاعتراف بالعمل الرائع في العلوم الطبية الحيوية. وتدير الجائزة مركز روزنستيل لعلوم الطب الأساسية في جامعة براندايز (جامعة برانديز) في وولثام بولاية ماساشوستس وتبلغ قيمتها 15000 دولار. كما يحصل الفائز على ميدالية ويقدم محاضرة عن عمله.
تم إنشاء الجائزة للاعتراف بأعمال العلماء في الأوساط الأكاديمية أو الطب أو الصناعة خلال حياتهم المهنية التي كان لعملها محتوى علمي بارز وعواقب عملية كبيرة في العلوم الطبية الحيوية. عُرفت الجائزة سابقًا باسم جائزة جاكوب هيسكيل غاباي، وتمت تسميتها في عام 2016 تكريماً لزوجة جاكوب، لويز غاباي، التي كان لها دور أساسي في تأسيس الجائزة.

## الحاصلون على الجائزة
- 2018: لونز ستادر
- 2017: جيمس جيه كولينز
- 2016: جيفري دبليو كيلي
- 2015: ستيفن كويك
- 2014: فنغ تشانغ[3]، وجنيفر داودنا، وإيمانويل شاربونتييه
- 2013: كارل ديسيروث،[4] وجيرو ميسنبوك، وإدوارد بويدن
- 2012: باتريشيا هانت، وأنا سوتو، وكارلوس سونينشين
- 2011: جيمس بي أليسون
- 2010: أنجيلا هارتلي برودي
- 2009: آلان هانديسيدي، وآن كيسلينغ، وجيانبيرو باليرمو
- 2008: الفريد غولدبرغ
- 2007: ماريو كابيكي (الحاصل على جائزة نوبل في الطب عام 2007)
- 2006: آلان دافيسون، ألون غاريث جونز
- 2005:سانجاي تايجي، وفريد كرامر
- 2004: جورج وايتسيدس
- 2003: روجر برنت، ستانلي فيلدز
- 2002: ويليام راستيتر، ودنيس ج. سلامون، وغريغوري وينتر
- 2001: مايكل رامسي
- 2000: كريغ فينتر
- 1999: ديفيد جودل، وتوماس مانيتياس، وويليام روتر
- 1998: باتريك أو. براون، ستيفن ب. أ. فودور